# Готська колона
Го́тська коло́на (тур. Gotlar Sütunu) — давньоримська тріумфальна колона III—IV століття. Знаходиться в парку Гюльхане у Стамбулі, Туреччина.

## Історія
Назва 18,5-метрової колони з проконессоського мармуру, увінчаною капітеллю коринфського ордеру, походить від латинського напису на її основі, у якому увічнено перемогу римлян над готами: FORTUNAE REDUCI OB DEVICTUS GOTHOS («З перемогою над готами фортуна повернулася до нас»). Цим написом свого часу замінили старіший, також на латині. Дата створення та початкове посвячення колони точно не встановлені.
Найімовірніше, колона зведена на честь перемог або Клавдія II Готського (правив у 268—270), або Костянтина Великого (правив у 306—337); обидва імператора відзначилися перемогами над готськими племенами. За повідомленням візантійського історика Никифору Григорі (1295—1360), раніше колона була увінчана статуєю Бізанта з Мегари, напівлегендарного засновника Візантії. Інші джерела говорять про статую богині Тюхе, нині втраченої. За іншою версією, колона набагато старше передбачуваної дати створення та споруджена ще греками поряд з Вівтарем Афіни на честь перемоги над фракійськими племенами, які намагалися перешкоджати заснування міста.
У будь-якому разі, Готська колона являє собою найдавнішу пам'ятку римської доби міста, що збереглася неушкодженою досьогодні.